# Gustav Ucicky
Gustav Ucicky (Wenen, 6 juli 1899 – Hamburg, 26 april 1961) was een Oostenrijks filmregisseur en cameraman.
Gustav Ucicky was de zoon van de in Praag geboren Maria Učicka, die als huishoudster en model werkte voor de schilder Gustav Klimt. Ucicky wordt dikwijls gezien als een buitenechtelijk kind van Klimt, maar daarvoor bestaan geen ambtelijke bewijzen. Hij begon een opleiding als grafisch ontwerper, maar ging al op 17-jarige leeftijd aan de slag in de filmindustrie. Aanvankelijk werkte Ucicky als cameraman, maar hij begon al vanaf 1919 films te draaien. Vanaf 1929 was hij werkzaam in Duitsland bij de filmmaatschappij UFA. Daar was hij een van de eerste regisseurs in het Duitse taalgebied die zich toelegden op geluidsfilms. Ucicky bleef ook actief als regisseur onder het naziregime. Na de Anschluss keerde hij terug naar Oostenrijk en maakte daar propagandafilms voor het Derde Rijk. Na de oorlog kreeg hij een werkverbod opgelegd door de Geallieerden. Pas vanaf 1948 kon hij opnieuw films maken.
Ucicky stierf in 1961 in Hamburg tijdens de voorbereidingen voor zijn laatste film.

## Filmografie (selectie)
- 1927: Die Pratermizzi
- 1927: Café Elektric
- 1933: Morgenrot
- 1933: Flüchtlinge
- 1935: Das Mädchen Johanna
- 1937: Der zerbrochene Krug
- 1940: Der Postmeister
- 1941: Heimkehr
- 1952: Bis wir uns wiederseh'n
- 1957: Der Jäger von Fall
- 1957: Der Edelweißkönig
- 1958: Das Mädchen vom Moorhof
- 1958: Der Priester und das Mädchen
- 1960: Das Erbe von Björndal